# Unión Santeña
Unión Santeña es uno de los cinco corregimientos del distrito de Chimán, provincia de Panamá, Panamá. 
Esta comunidad fue fundada en 1962 por un grupo de santeños que en busca de tierra para realizar sus labores agropecuarias se trasladaron a dicho lugar, que era un área 100% boscosa y con acceso únicamente por vía acuática. Tiene una población de 920 habitantes (2010).

## Origen y significado del nombre
En su inicio llevó el nombre de «Chimán Arriba», hasta 1977 cuando adquiere la actual denominación. El significado del nombre corresponde a que la mayoría de los pobladores son descendientes de la provincia de Los Santos y trabajan muy unidos, por ello “Unión Santeña”.

## Límites
- Al Norte: Con la serranía de Majé limitando con el corregimiento de Tortí, distrito de Chepo.
- Al Sur: Con el Océano Pacífico.
- Al Este: Con el río Francisco Ruiz, colindante con el corregimiento de Chimán cabecera.
- Al Oeste: Con el río Platanares, colindante con el corregimiento de Pásiga.

## Situación política
Sobre la situación política originalmente fue un regimiento de Chimán Cabecera, pero en diciembre de 1977 se crea como nuevo Corregimiento del Distrito de Chimán. Dicho corregimiento está compuesto por 3 comunidades a saber; El Hato, Río Hondo “Comunidades indígenas”, y por Unión Santeña como cabecera del Corregimiento. En el año 1999 se surge el escogimiento del primer H.R. En cuya elección se escogió al Señor Francisco Pimentel López. Que falleció en octubre de 1999. Concluyendo el período su suplente el señor Alejandro Figueroa Delgado, hasta el 2004. 
En el período del 2004 al 2009 el H.R electo fue el Señor Ricaute Marín Domínguez y su suplente fue el Señor Alejandro Gómez Gil y actualmente en el período 2009 al 2014 el H.R es el Señor Daniel Chávez Tórrez y su suplente es el Señor Luciano Pinto Pérez.Luego en el periodo 2019-2024 el H.R Euclides Pimentel con su suplente Ysidro Gómez.El primer corregidor se nombró en el año 2000 y fue el Señor Hermenegildo Cedeño Vergara. En la actualidad cuenta con Juez de paz el señor Mixciades Pimentel.

## Geografía
En todo el Distrito de Chimán el Río más importantes es el Chimán con 108 km de longitud, existen otros ríos de menor importancia como lo son: el Río Majé, Río La Maestra, Río Hondo, Río Corotú, Río Sagaratí y otros. En cuanto a islas existen 8 en total en el Distrito pero la más importante es la isla de Majé, que es la más grande. Ninguna de ellas es habitada por el hombre. Con relación a montañas o puntos altos las elevaciones más grandes del distrito son. El cerro Chucantí y La Lluviosa, ambos están ubicados en la serranía de Majé; Existen áreas selváticas en las comunidades indígenas y en los puntos más altos de la serranía de Majé con la existencia de Fauna variada como: venado corso, conejo pintado, zaínos, tucanes, ñeques, perdis de arca, pava colorada, loros, serpientes, oso perezoso, tigres y otros.

## Convivencia multicultural
En Unión Santeña en los últimos años han ingresado grupos de campesinos de otras provincias como Herrera, Veraguas, Chiriquí, incluso entran extranjeros que han permitido una mezcla variada de culturas que van desde la forma de hablar, la saloma, el vestuario y corriente de pensamientos que enriquecen la cultura.
En cuanto a la relación con otras etnias ha decaído la convivencia entre campesinos y grupos indígenas tras incidentes provocados por la disputa de tierras y el uso de los bosques.

### Grupos étnicos
A nivel del corregimiento de Unión Santeña se encuentra la comunidad de Río Hondo, que es un área indígena wounaan; las otras dos comunidades que componen el corregimiento son el Hato y Unión Santeña que están integradas por colonos campesinos procedentes de las provincias de Los Santos, Herrera, Veraguas, Coclé y Chiriquí.
En cuanto al Distrito de Chimán en el mismo existen otras étneas indígenas como son los de la comunidad de Majé en el corregimiento Cabecera con un 90%  Wounann y un 10 % de Emberá, La comunidad de Río Platanares en el corregimiento de Pásiga 100% Wounann, La comunidad de Pueblo Nuevo en el corregimiento de Gonzalo Vásquez con un 100 % Emberá y, la comunidad de Cerro Humo en Chimán donde existe otro grupo indígena que en un 95 % son Emberá y 5% Wounann.
Con respecto al resto de la población del Distrito lo componen grupos de costeños procedentes de Colombia y afrodescendientes en las comunidades de Gonzalo Vásquez, Brujas y Chimán Cabecera, las otras comunidades del Distrito están conformadas por campesinos, colonos procedentes de las provincias centrales y Chiriquí.

### Cosmovisión de grupos étnicos
En cuanto a la relación de la comunidad con la naturaleza, especialmente los bosques son mejor conservados en las áreas indígenas, ya que la agricultura es en menor escala y se reutilizan los rastrojos. Caso contrario son las comunidades campesinas ya que al practicar la agricultura y ganadería extensivamente se da lugar a la tala incontrolada de bosques y los rastrojos no se reutilizan porque se hacen en pastos. El derecho legal de la tierra es uno de los problemas más serios ya que no son adjudicables o son patrimonios a costo o fuera del alcalde de la población sobre el distrito.

## Economía
En cuanto la agricultura a nivel de todo el Distrito es de subsistencia. En la ganadería que en su mayoría es de cría de carne, representa una actividad económica de mayores ingresos para el sostenimiento familiar, a nivel del Distrito existen 993 productores con unas 11,400 cabezas de ganado bovino, 1244 caballos, 1650 cerdos y gallinas de patio no cuantificadas.
Por su parte la actividad pesquera se desarrolla en las poblaciones pegadas a la costa como: El Hato, Chimán, Brujas, Gonzalo Vásquez, Río Platanares, entre otras. Consiste en pesca de camarones langostinos, langosta, peces y uno que otros de concha y ostiones. Esta actividad representa una oportunidad de empleo y desarrollo de la región.
En la parte artesanal también se desarrolló en las comunidades indígenas las artesanías de tallado de cocobolo y tagua así como la elaboración de cesta o canastas de cogollo de palma chunga.
En las comunidades de campesinos se hacen puertas talladas d cedro espino o teca, camas y sombreros de junco.

## Servicios
Disponibilidad de agua potable: Tanto en Unión Santeña como el resto del distrito de Chimán no se cuenta con un servicio tan vital, lo que existen son acueductos rurales y con aguas sin ningún tipo de tratamiento.
Servicio de electricidad: Este servicio se recibe solo en las comunidades más grandes y por medio de plantas administradas por grupos de la comunidad, los horarios son cortos de 6:00 P. m. ha 10:00 P. m. diario, siempre y cuando se cuente con diésel. Algunas comunidades que operan con este servicio son: Unión Santeña, El Hato, Chimán, Bruja, Gonzalo Vásquez y Majé.
Disposición de desechos excretas: En Unión Santeña el 98% utiliza letrina de hueco para depositar las excretas, e igualmente ocurre en el resto del distrito donde se cuenta con muy pocos servicios sépticos. 
Disposición de desechos sólidos: También es una problemática general a nivel distrital ya que no existen vertederos, por lo que los moradores toman como alternativa quemar, enterrar o depositar en sus propios predios la basura.

## Educación
En Unión Santeña se inició con la primera escuela en el año 1970 con el nombre de Chimán Arriba. Esta era de techo de penca, pared de barro y piso de tierra. El primer educador fue Margarito Steprtson. Luego en 1981 se construye con estructura de cemento y techo de zinc. El nombre cambió a escuela «10 de Noviembre» con tres educadores en ese momento. Posteriormente en 1996 se crea como primer ciclo de Chimán y el único hasta la fecha en el distrito con cinco docentes de premedia.  Actualmente se reconoce como Centro Educativo Básico General 10 de Noviembre, con los niveles de preescolar, primaria y premedia, con una matrícula de 106 estudiantes y 6 educadores. 

## Salud
Unión Santeña es una de las pocas comunidades a nivel del distrito que cuenta con centro de salud, con servicio médico de medicina general, enfermería, asistente de salud. En cuanto al resto del Distrito la otra comunidad que tiene un centro de salud es Chimán con servicio de medicina general, odontología, pediatría, enfermería y asistente de salud. 

## Vivienda
El tipo de vivienda del corregimiento de Unión Santeña son de 3 tipos:
- Tipo chalet de techo de zinc y paredes de madera 70%.
- Tipo chalet de estructura de cemento y techo de zinc 15%.
- Tipo rancho con penca y madera de alto y de piso tierra 15%.

## Tradiciones y costumbres
La comunidad de Unión Santeña mantiene sus raíces originales; los bailes populares están basados en música típica, punto y tamborito que tradicionalmente llaman tunas. Estos últimos son ideales para época de carnaval. La fiesta patronal de la comunidad es el 19 de marzo “San José”. El vestido popular de baile lo componen la pollera y tembleques en las damas y la camisilla y cutarras en los varones. Las comidas tradicionales son tortilla asada en cazuela, chicharrón, sancocho de gallina, arroz con leche, entre otros. 
En el caso de los pobladores costeños utilizan bailes de música variada típico, salsa, regué, pero su favorito lo es el porro colombiano o vallenato, la comida tanto del costeño como del indígena es a base del marisco, con una leve diferencia, que el costeño agrega coco. La fiesta patronal del Distrito es el 15 de enero “Fiesta del cristo de Chimán” y otra fiesta importante, es la de La Virgen del Carmen a la que llaman “Patrona de los pescadores” 16 de julio.